# Championnats du monde de freeride
Les Championnats du monde FIS de freeride sont une compétition de ski et  snowboard freeride créée par la Fédération internationale de ski et de snowboard dont la première édition aura lieu en 2026.

## Historique
Fin 2022, la Fédération internationale de ski et de snowborad acquiert le Freeride World Tour qui est le circuit mondial par étapes de ski et de snowboard freeride, équivalent à la coupe du monde dans d'autres disciplines du ski.
En novembre 2024, elle annonce la création des championnats du monde FIS de freeride qui se dérouleront selon une périodicité à définir, en une épreuve unique pour chacune des 4 disciplines de ce sport : ski et snowboard, hommes et dames.
La première édition sera organisée à Ordino Arcalís en Andorre du 1er au 6 février 2026.

## Résultas
| Année | Lieu           | Ski Hommes | Snowboard Hommes | Ski Dames | Snowboard Dames |
| ----- | -------------- | ---------- | ---------------- | --------- | --------------- |
| 2026  | Ordino Arcalís |            |                  |           |                 |